# Руски доктор (часопис)
Руски доктор је српски часопис о руској народној медицини. Часопис је почео да излази у Новом Саду. Први број је изашао 2016. године, и излази и данас.

## О часопису
Часопис “Руски доктор” је часопис о руској народној медицини, и сарадњи са водећим руским здравственим часописом “Народни лекар”.

### Уредништво  и издавачи
Главни и одговрни уредник часописа Руски доктор је Тања Томчић.

## Периодичност излажења
Часопис излази једном месечно.

## Место и штампарија
Часопис се штампа у Новом Саду, у Штампарији Color Press Group.